# Gabrijel Jurkić
Gabrijel Jurkić (ur. 24 marca 1886 w Livnie, zm. 25 lutego 1974 tamże) – bośniacko-chorwacki malarz.

## Życiorys
Był jednym z czwórki dzieci Ante Jurkicia i Luce. Ukończył średnią szkołę techniczną w Sarajewie, a w 1908 rozpoczął studia z zakresu malarstwa w Akademii Sztuk Pięknych w Wiedniu, pod kierunkiem Aloisa Deluge. Po zakończeniu studiów powrócił do Sarajewa, gdzie w 1911 zaprezentował po raz pierwszy publicznie swoje obrazy. Wkrótce potem obrazy Jurkicia wystawiono w Pawilonie Sztuki w Zagrzebiu. Oryginalność prac Jurkicia sprawiła, że wystawa była szeroko omawiana we współczesnej prasie. W roku 1956 powrócił do rodzinnego Livna, gdzie mieszkał wraz z żoną Štefą i tworzył w niewielkiej pracowni w miejscowym klasztorze franciszkanów. Zmarł w roku 1974 i został pochowany na przyklasztornym cmentarzu.

## Twórczość
Malował głównie pejzaże i portrety, początkowo w stylistyce neoromantycznej, a następnie impresjonistycznej. W ostatniej fazie twórczości malował głównie pejzaże okolic Livna i obrazy o tematyce biblijnej. Pozostawił po sobie 150 obrazów olejnych i kilka tysięcy rysunków. Swój dorobek artystyczny ofiarował klasztorowi franciszkanów i miastu Livno.

## Pamięć
Od 1995 w Livnie działa galeria ze stałą ekspozycją obrazów Jurkicia. Wyboru dzieł dokonał profesor Akademii Sztuk Pięknych w Zagrzebiu Ivica Šiško, który był uczniem Jurkicia. W 2012 ukazała się monografia poświęcona artyście, pióra Ivanki Reberski. W marcu 2016, w 130. rocznicę urodzin artysty w siedzibie Maticy hrvatskiej, w Zagrzebiu odbyła się konferencja poświęcona jego życiu i twórczości. Imię malarza nosi liceum artystyczne w Mostarze.